# Rånefjärden
Rånefjärden este o arie protejată (arie specială de conservare — SAC, sit de importanță comunitară — SCI) din Suedia întinsă pe o suprafață de 5.703,3 ha, integral pe uscat.

## Localizare
Centrul sitului Rånefjärden este situat la coordonatele 65°49′10″N 22°25′44″E / 65.8194°N 22.4288°E.

## Înființare
Situl Rånefjärden a fost declarat sit de importanță comunitară în mai 2001 pentru a proteja 2 specii de plante. Situl a fost protejat și ca arie specială de conservare în martie 2011.

## Biodiversitate
Situată în ecoregiunile boreală și marină baltică, aria protejată conține 13 habitate naturale: Estuare, Păduri naturale în etape succesive primare ale suprafețelor emergente de coastă, Taiga vestică, Pășuni de coastă din Baltica boreală, Dune mobile cu vegetație embrionară, Litoraluri nisipoase din Baltica boreală cu vegetație perenă, Pajiști aluvionare boreale nordice, Lagune de coastă, Mlaștini împădurite, Vegetație perenă pe țărmurile stâncoase, Mlaștini turboase de tranziție și turbării mișcătoare, Liziere de ierburi înalte hidrofile de câmpie și de nivel montan până la alpin, Golfuri mici largi și golfuri puțin adânci.
La baza desemnării sitului se află mai multe specii protejate de  plante (2): Alisma wahlenbergii, Artemisia campestris subsp. bottnica.